# Oleksandr P"jatnycja
Oleksandr Serhijovyč P"jatnycja (in ucraino Олександр Сергійович П'ятниця?; Dnipro, 14 luglio 1985) è un giavellottista ucraino.

## Biografia
Il suo primo importante risultato a livello internazionale risale al 2007, quando vinse la medaglia di bronzo ai campionati europei under 23 scagliando il giavellotto a una distanza di 76,28 m.
Nel 2009 e 2011 prese parte ai campionati del mondo di atletica leggera, ma in entrambi i casi non riuscì a passare le fasi di qualificazione alla finale. Fu invece più fruttuosa l'esperienza europea, in quanto agli europei di Barcellona 2010 si piazzò quarto, mentre a quelli di Helsinki 2012 arrivò quinto.
Il risultato più importante della sua carriera arrivò ai Giochi olimpici di Londra 2012, quando fu medaglia d'argento con un lancio di 84,51 m, a meno di due metri dalla sua migliore prestazione in assoluto, fatta registrare a Kiev nel maggio dello stesso anno con 86,12 m.
Il 9 agosto 2016, P"jatnycja è stato squalificato dopo che i suoi campioni delle Olimpiadi del 2012 sono stati rianalizzati e sono risultati positivi al dehydrochlormethyltestosterone, uno steroide anabolizzante. Di conseguenza P"jatnycja è stato privato della medaglia d'argento e i suoi risultati annullati.
Ha prestato servizio nell'esercito ucraino durante l'invasione russa del 2022.

## Progressione

### Lancio del giavellotto
| Stagione | Risultato | Luogo       | Data       | Rank. Mond. |
| -------- | --------- | ----------- | ---------- | ----------- |
| 2014     | 81,10 m   | Kiev        | 4-6-2014   | 40º         |
| 2013     | 77,46 m   | Kiev        | 13-11-2013 | 93º         |
| 2012     | 86,12 m   | Kiev        | 20-5-2012  | 6º          |
| 2011     | 82,61 m   | Kiev        | 31-5-2011  | 25º         |
| 2010     | 84,11 m   | Jalta       | 28-5-2010  | 13º         |
| 2009     | 81,96 m   | Saint-Denis | 17-7-2009  | 27º         |
| 2008     | 78,54 m   | Jalta       | 24-2-2008  | 64º         |
| 2007     | 76,28 m   | Debrecen    | 14-7-2007  | 88º         |

## Palmarès
| Anno | Manifestazione   | Sede                   | Evento                 | Risultato      | Prestazione | Note                          |
| ---- | ---------------- | ---------------------- | ---------------------- | -------------- | ----------- | ----------------------------- |
| 2007 | Europei under 23 | Debrecen               | Lancio del giavellotto | Bronzo         | 76,28 m     | Miglior prestazione personale |
| 2009 | Mondiali         | Lancio del giavellotto | 27º (q)                | Qualificazione | 76,13 m     |                               |
| 2010 | Europei          | Barcellona             | Lancio del giavellotto | 4º             | 82,01 m     |                               |
| 2011 | Mondiali         | Taegu                  | Lancio del giavellotto | 29º (q)        | 73,56 m     |                               |
| 2012 | Europei          | Helsinki               | Lancio del giavellotto | 5º             | 81,41 m     |                               |
| 2012 | Giochi olimpici  | Londra                 | Lancio del giavellotto | dq (2º)        | 84,51 m     | Doping                        |
| 2014 | Europei          | Zurigo                 | Lancio del giavellotto | 21º (q)        | 74,69 m     |                               |

## Altre competizioni internazionali
2009
- 5º alla IAAF World Athletics Final ( Salonicco), lancio del giavellotto - 80,60 m
- Argento al DN Galan ( Stoccolma), lancio del giavellotto - 79,15 m

2010
- Argento alla Coppa Europa invernale di lanci  Arles), lancio del giavellotto - 79,38 m

2011
- Argento alla Coppa Europa invernale di lanci  Sofia), lancio del giavellotto - 81,96 m

2012
- Bronzo alla IAAF Diamond League, lancio del giavellotto - 11 punti